# Toby Alderweireld
Tobias Albertine Maurits Alderweireld (Antuérpia, 2 de março de 1989) é um ex futebolista belga que atuava como zagueiro. Sua Fama Veio no Tottenham, onde formou uma dupla de zaga com o ex zagueiro também o Vertonghen.

## Carreira
Toby Alderweireld fez parte do elenco da Seleção Belga de Futebol da Eurocopa de 2016 e da Copa de 2014, Copa de 2018 na Rússia. 

## Títulos
Ajax
- Copa dos Países Baixos: 2009–10
- Eredivisie: 2010–11, 2011–12 e 2012–13
- Supercopa dos Países Baixos: 2013

Atlético de Madrid
- La Liga: 2013–14

Al-Duhail
- Copa do Emir do Catar : 2022

Royal Antwerp
- Campeonato Belga: 2022–23
- Copa da Bélgica: 2022–23
- Supercopa da Bélgica: 2023

### Campanhas em destaque
Atlético de Madrid
- Liga dos Campeões da UEFA de 2013–14 (vice-campeão)

Tottenham Hotspur
- Liga dos Campeões da UEFA de 2018–19 (vice-campeão)
- Copa da Liga Inglesa de 2020–21 (vice-campeão)

Royal Antwerp
- Copa da Bélgica de 2023–24 (vice-campeão)

Bélgica
- Copa do Mundo FIFA de 2018 (3° lugar)

### Prêmios individuais
- Jogador revelação do ano do Ajax: 2010
- Equipe do Ano PFA da Premier League: 2015–16[3]
- 58º melhor jogador do ano de 2016 (The Guardian)[4]
- 85º melhor jogador do ano de 2016 (Marca)[5]